# Jean V de Bretagne

Armes de Jean V.

Pour les articles homonymes, voir Jean le Sage et Jean V.
Jean V, duc de Bretagne, dit Jean le Sage, est né le 24 décembre 1389 au château de l'Hermine à Vannes. Il est le premier fils et le troisième enfant du duc Jean IV et de sa troisième épouse Jeanne de Navarre. À la mort de son père, le 9 novembre 1399, il devient duc de Bretagne. Il meurt le 29 août 1442, au manoir de la Touche, à Nantes, une propriété de l'évêque Jean de Malestroit.

## Biographie

### Début de règne
Jean V, devenu duc à l'âge de dix ans, est couronné le 23 mars 1401. Sa tutelle est d'abord confiée à sa mère puis assurée par le duc de Bourgogne, Philippe le Hardi. En 1403 il y eut deux conflits entre les Bretons et l'Angleterre le premier en juillet pendant lequel Jean de Penhoët, amiral de Bretagne, et Guillaume du Châtel mettent en déroute la flotte anglaise et le second de septembre à novembre quand une flotte bretonne toujours commandé par l'amiral de Penhoët, ravage Jersey et Guernesey et l'ouest du Devonshire ce qui provoque des représailles anglaises contre la pointe Saint-Mathieu. Un coup de main contre Dartmouth s'achève par la mort de Guillaume du Châtel et de 200 Bretons débarqués sur la côte anglaise. Un mois après, par vengeance, une flotte commandée par Tanneguy III du Chastel, le frère de Guillaume, prend la petite ville et la livre au pillage, au massacre et à l'incendie.

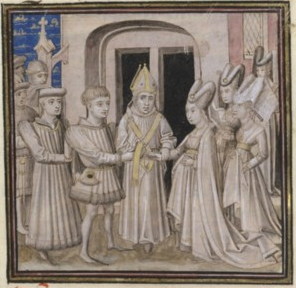
Mariage de Jean V le Sage et de Jeanne de France.

Du fait du remariage de sa mère Jeanne de Navarre, il devient en 1403 le beau-fils du roi Henri IV d'Angleterre. Il se réconcilie avec le roi de France Charles VI dont il avait épousé une fille et fait hommage pour son duché le 7 janvier 1404. Il se réconcilie également avec Olivier de Clisson, l'ennemi de son père. Peu après, il se brouille avec Clisson et est sur le point de l'assiéger, quand ce dernier meurt.

### Relations avec la France et l'Angleterre
Le règne personnel de Jean V commence en 1406. De 1407 à 1418, la Bretagne tente de prendre ses distances avec les belligérants. Après avoir entretenu des relations étroites avec la Bourgogne, le duc Jean V se rapproche des Armagnacs de 1407 à 1411. Il renouvelle les nombreuses trêves conclues avec l'Angleterre en 1407, 1409, 1411, 1415 et 1417. Allié des Français contre les Anglais, il arrive toutefois trop tard le 25 octobre 1415 pour participer à bataille d'Azincourt, ce qui lui permet tout de même et à peu de frais de récupérer la ville de Saint-Malo, sous la suzeraineté de la France depuis 1394, comme le prévoyait son alliance avec le roi de France.
Il mène ensuite une politique de bascule entre les deux partis, anglais et français : il signe en 1420 le traité de Troyes qui dépouillait le futur Charles VII, mais autorise ensuite son frère Arthur, blessé et capturé lors de la bataille d'Azincourt, libéré après sept ans de captivité à combattre sous sa bannière et à recevoir l'épée de connétable de France en 1425. Il cesse cependant toutes relations avec le roi de France en 1419-1421 au moment du complot des Penthièvre.

### Le complot de la maison de Penthièvre

Expansion du domaine ducal de 1400 à 1428.

Jean V avait fait la paix avec les comtes de Penthièvre, mais ceux-ci n'avaient pas renoncé à régner sur la Bretagne. Invité à une fête qu'ils donnaient à Champtoceaux en 1420, il s'y rendit, fut arrêté sur l'ordre de Marguerite de Clisson (comtesse douairière de Penthièvre), détenu et menacé de mort. Cet enlèvement sans précédent alors émut les princes européens, mais ne provoqua aucune intervention de la cour de France. Mais l'action de sa femme, la duchesse Jeanne de France, et des barons bretons lui permit de recouvrer sa liberté à la suite du siège de Champtoceaux. C'est lors de cette libération que la citadelle de Champtoceaux fut entièrement détruite. Jean V voulait que l'on arrache tous les murs de sa « prison » jusqu'aux fondations. Les Penthièvre sont convoqués devant le Parlement et les États de Bretagne à Vannes en septembre 1420. Ils font défaut et la sentence définitive du 16 février 1425 les condamne à la confiscation de tous leurs biens qui sont réunis au domaine ducal. Guillaume de Châtillon-Blois, donné comme otage par ses frères, restera 28 ans de 1420 à 1448 détenu par le pouvoir ducal.

### La cour du ducJeanV
Pitre-Chevalier décrit ainsi la cour du duc Jean V :

« La cour du duc Jean V n'avait rien à envier à celle des plus grands rois. Outre les chancelier, conseillers, alloués [juges], baillis, procureurs, contrôleurs, sénéchaux, etc., on y comptait : les barons qui avaient 50 livres de gages par mois (Porhoët, Rohan, Donges, Penthièvre, Dinan, Malestroit, etc.) ; deux gentilshommes avec chaque baron, ayant  « bouche à la cour » ; seize chambellans, commandés par Duparc (chacun quatre chevaux, une capitainerie et 10 livres par mois) ; le grand maître, de la Lande (240 livres et un gentilhomme) ; les maîtres d'hôtel (bouche à la cour) ; les écuyers d'écurie, Kerguis à leur tête (deux chevaux de livrée, bouche à la cour, 10 sous par mois) ; les écuyers du corps et de la chambre, en très grand nombre ; les officiers des finances, les confesseurs, les médecins, les secrétaires ; les officiers de paneterie et de napperie, sous Jean du Val ; de bouteillerie, sous Brient de Montfort ; d'épicerie, de chandellerie, de cuisine, de symphonie, d'éculerie [?] ; les chevaucheurs ou courriers ; la chapellerie , la vénerie, sous du Bois de Brullé ; la fauconnerie, sous Saint-Pol et Coëtevenec. La duchesse avait aussi son chambellan (du Juc'h), ses écuyers d'honneur (Rieze); son assour [?] (du Cambout) ; son échanson (Baye) ; son huissier de chambre (Trémières) ; son maréchal de salle (Beaumanoir) ; son trésorier (Périon) ; ses dames et demoiselles, ses queux , ses valets, etc.. Le duc se faisait suivre de sa vaisselle, c'est ce qu'on appelait le droit du cadenas. »

### Seconde partie du règne
Entre 1421 et 1425 le duc se réconcilie, à Sablé, avec le dauphin Charles de Ponthieu, couronné roi de France le 30 octobre 1422 sous le nom de Charles VII de France. Il hésite toutefois à s'engager entre l'Angleterre et la France et met en œuvre une politique de « neutralité teintée d'opportunisme ». Entre 1425 et 1427, après avoir fait solennellement l'hommage de son duché au roi Charles VII de France, il participe aux combats contre les Anglais. Entre 1427 et 1430 il conclut une alliance avec le régent anglais Jean de Lancastre, duc de Bedford, qui ne l'engage qu'à rester neutre. À partir de 1431, Jean V rejoint le camp français mais envoie en ambassade à Londres son jeune fils Gilles de Bretagne. Malgré la libération de Paris en avril 1436 et la supériorité désormais manifeste des armées françaises, Jean V conclut le 11 juillet 1440 encore un traité avec Henri VI d'Angleterre dans lequel il s'engage non à le soutenir, mais à ne pas donner asile en Bretagne aux ennemis de l'Angleterre.
Pendant cette période Jean V doit aussi combattre son neveu, Jean II, comte d'Alençon qui avait aliéné en 1427 entre les mains de Jean V sa baronnie de Fougères pour pouvoir payer sa rançon à la suite de sa capture par les Anglais lors de la bataille de Verneuil. Mécontent des conditions de la transaction, Jean II d'Alençon, libéré, met le siège devant Pouancé en 1432. Arthur de Richemont, le frère du duc, qui l'accompagnait, le décide à faire la paix.

### Fin du règne

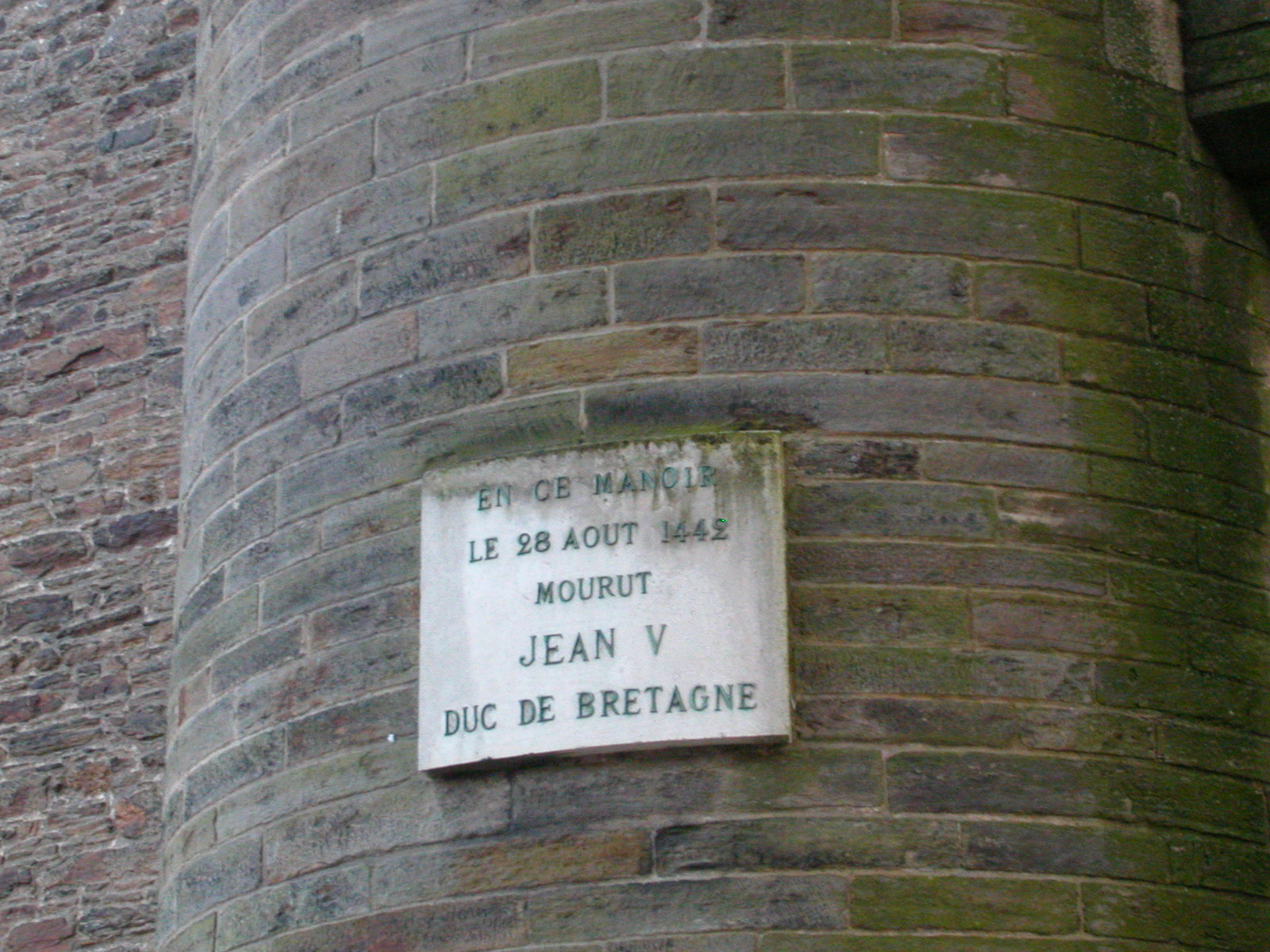
Plaque commémorative de sa mort à Nantes.

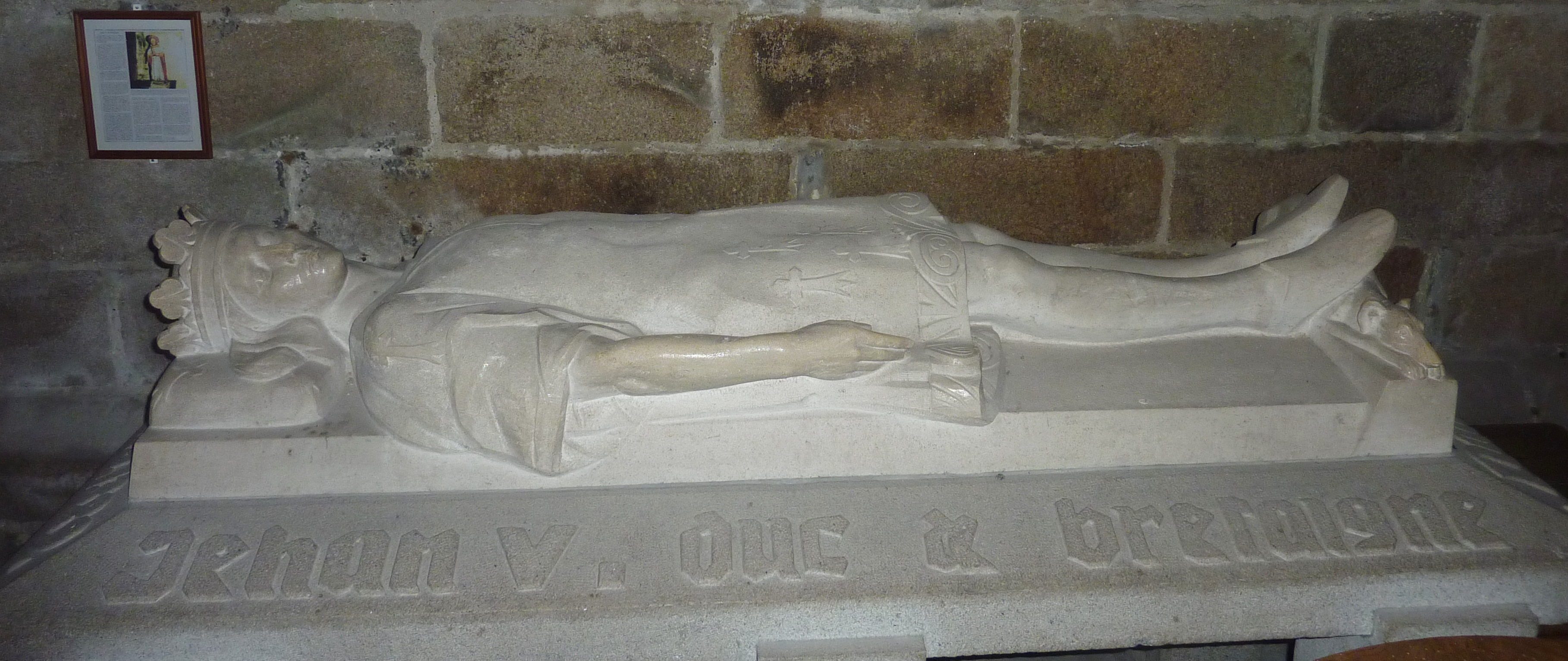
Le gisant de Jean V de Bretagne dans la cathédrale de Tréguier.

Les dernières années du duc Jean V sont marquées par le procès et le supplice de Gilles de Retz à Nantes le 27 octobre 1440. Après sa mort, le duc est inhumé dans l'église Saint-Pierre de Nantes « près de son père ». Toutefois, neuf ans plus tard, son corps est transféré dans la chapelle qu'il avait fondée en l'honneur de Saint-Yves dans la cathédrale de Tréguier où son gisant (reconstitué) se trouve toujours.

### Relations avec l'Église
Devenu majeur Jean V met un certain empressement à reconnaître Benoît XIII comme Pape. il reste fidèle à son successeur Alexandre V mais sous le règne de Jean XXIII, la Bretagne se rallie à l'élu du concile de Constance Martin V. Sous le pontificat de son successeur Eugène IV, le duc et les évêques bretons se rapprochent des pères du concile de Bâle sans rompre totalement avec le pape de Rome bien que l'antipape Félix V nomme plusieurs évêques et cardinaux bretons. Le conflit avec l'Église ne se terminera qu'au début du règne de son fils François Ier qui se rallie définitivement à Rome.
Le duc Jean V reçoit en 1418 à sa cour, à Vannes, Vincent Ferrier, le célèbre prédicateur dominicain valencien, qui y meurt l'année suivante et qui est inhumé dans la cathédrale.
En collaboration étroite avec l'évêque Jean de Malestroit, Jean V est à l'origine de la construction d'une nouvelle cathédrale à Nantes, dont il pose les premières pierres en avril 1434. Une statue du duc en bois polychrome se trouve à la chapelle Saint-Fiacre du Faouët.

### Mariage et descendance
Jean V épouse à Paris, le 19 septembre 1396, à l'âge de 8 ans, Jeanne de France, âgée de 5 ans (1391-1433), fille de Charles VI de France, dont il eut :
- Anne (1409-ap.1415) ;

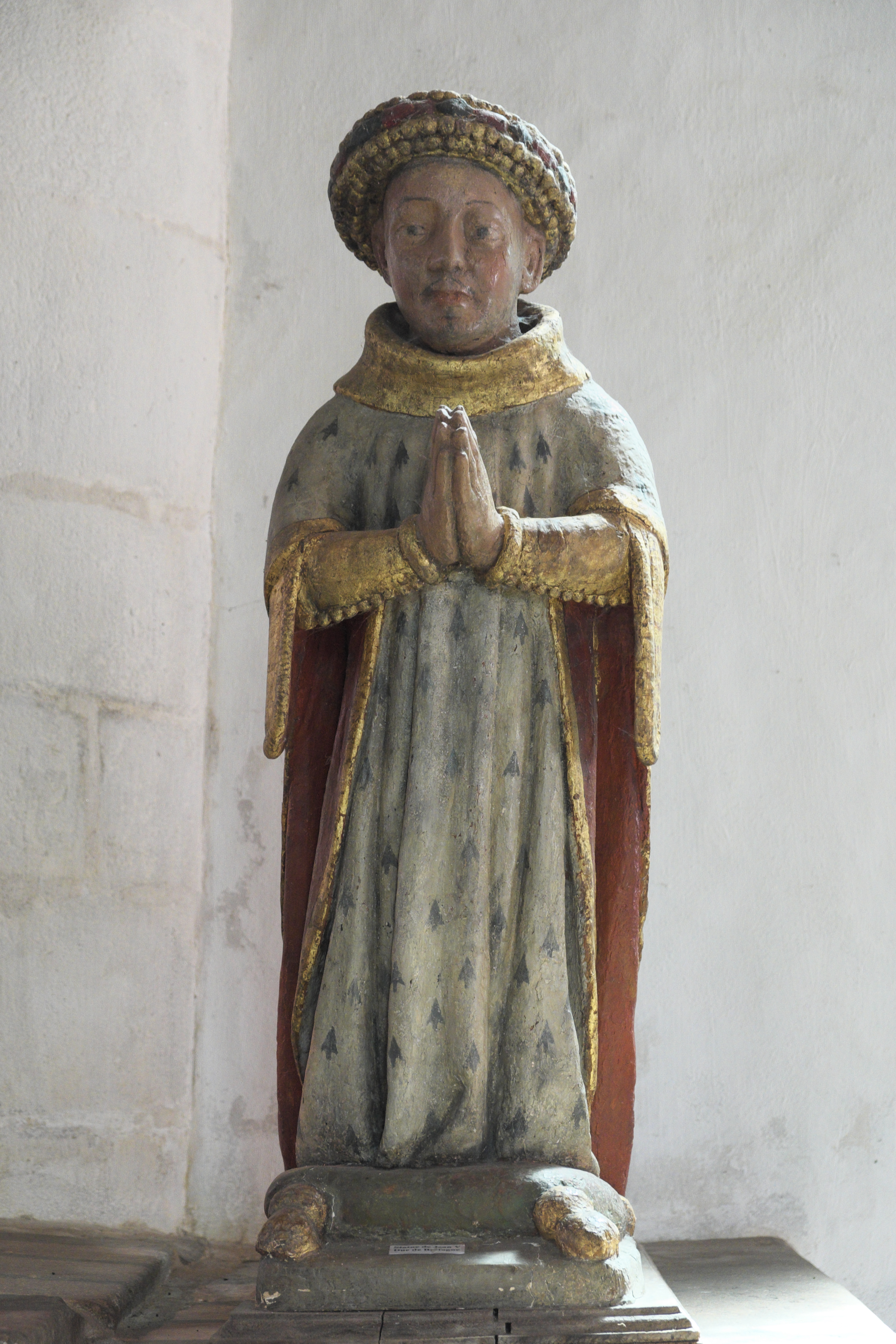
Statue de bois polychrome représentant un duc de Bretagne (peut-être Jean V ?), chapelle Saint-Fiacre du Faouët, vers 1400.

- Isabelle (1411-1442), épouse le 1er octobre 1430 Guy XIV de Laval ;
- Marguerite (1412-1426 au château de Vitré[10]) ;
- François (1414-1450), duc de Bretagne et comte de Montfort ;
- Catherine (1417-ap. 1444) ;
- Pierre (1418-1457), comte de Guingamp puis duc de Bretagne ;
- Gilles (1420-1450), seigneur de Champtocé et d'Ingrandes.

D'une inconnue il eut aussi un fils, Tanguy, dit le bâtard de Bretagne, qu'il fit seigneur de Hédé. Il mourut avant 1471.

## Références

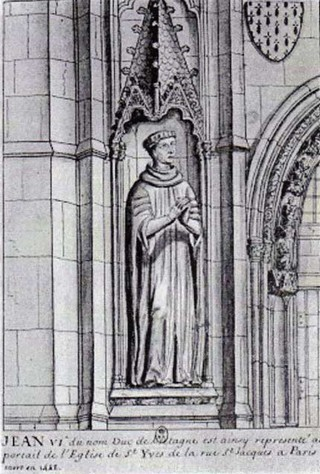
Dessin de la statue de Jean V sur le côté du portail de l'ancienne chapelle Saint-Yves (Paris).